# Diversità (sociologia)
Nella sociologia e le scienze politiche, la diversità è il grado di differenza proprio di varie caratteristiche sociali tra i membri di un dato gruppo. Tale concetto si applica ai concetti di razza/etnia, età, genere, religione, filosofia, politica, cultura, linguaggio, abilità fisiche, sfondo socioeconomico, orientamento sessuale, identità di genere, intelligenza, salute fisica e mentale, attributi genetici, personalità, comportamento o attrattiva.